# 阿列克谢·特卡乔夫
阿列克谢·尼古拉耶维奇·特卡乔夫（羅馬化：Aleksey Nikolayevich Tkachyov；1957年3月1日—）是俄罗斯政治人物，第四届、第五届、第六届、第七届和第八届国家杜马代表。
1979年至1992年，特卡乔夫在苏联武装部队服役。之后，他开始在维谢尔基农场间饲料厂工作。1993年至2002年，他担任第三届克拉斯诺达尔边疆区立法议会代表。2000年至2003年，他成为俄罗斯农业党党员。2003年，他当选克拉斯诺达尔边疆区第四届国家杜马代表。2007年、2011年、2016年、2021年分别连任第五届、第六届、第七届、第八届国家杜马议员。
阿列克谢·特卡乔夫的弟弟亚历山大·特卡乔夫是前克拉斯诺达尔边疆区行政长官和农业部长。
2016 年，Dissernet发现特卡乔夫的副博士学位论文存在抄袭行为。
2021年，Kolomenskoe Moloko LLC指控特卡乔夫利用其权力和议员身份控制该公司。特卡乔夫否认了所有指控。

## 荣誉
- 在苏联武装力量中为祖国服务勋章
- 祖国功勋奖章